# Správní obvod obce s rozšířenou působností Železný Brod
Správní obvod obce s rozšířenou působností Železný Brod je od 1. ledna 2003 jedním ze čtyř správních obvodů rozšířené působnosti obcí v okrese Jablonec nad Nisou v Libereckém kraji. Čítá 11 obcí.
Město Železný Brod je zároveň obcí s pověřeným obecním úřadem, přičemž oba správní obvody jsou územně totožné.

## Seznam obcí
Poznámka: Města jsou vyznačena tučně, městyse kurzívou.
- Držkov
- Jílové u Držkova
- Koberovy
- Líšný
- Loužnice
- Pěnčín
- Radčice
- Skuhrov
- Vlastiboř
- Zásada
- Železný Brod

## Obyvatelstvo
| Rok  | Obyv.  | ± %     |
| ---- | ------ | ------- |
| 1869 | 13 692 | —       |
| 1880 | 15 369 | +12,2 % |
| 1890 | 16 116 | +4,9 %  |
| 1900 | 16 214 | +0,6 %  |
| 1910 | 17 580 | +8,4 %  |

| Rok  | Obyv.  | ± %     |
| ---- | ------ | ------- |
| 1921 | 16 211 | −7,8 %  |
| 1930 | 18 296 | +12,9 % |
| 1950 | 12 867 | −29,7 % |
| 1961 | 13 070 | +1,6 %  |
| 1970 | 12 550 | −4 %    |

| Rok  | Obyv.  | ± %    |
| ---- | ------ | ------ |
| 1980 | 13 383 | +6,6 % |
| 1991 | 12 289 | −8,2 % |
| 2001 | 12 008 | −2,3 % |
| 2011 | 12 043 | +0,3 % |
| 2021 | 11 702 | −2,8 % |